# Polyspora dassanayakei
Polyspora dassanayakei är en tvåhjärtbladig växtart som först beskrevs av Wadhwa och Weeras., och fick sitt nu gällande namn av Orel, Peter G.Wilson, Curry och Luu. Polyspora dassanayakei ingår i släktet Polyspora och familjen Theaceae. Inga underarter finns listade i Catalogue of Life.